# Graovo
Graovo je naselje u gradu Leskovcu, Jablanički upravni okrug, Srbija. Prema popisu iz 2022. godine u Graovu je živjelo 108 stanovnika.